# Gouden Uien 2006
De Gouden Uien werden uitgereikt op 5 oktober 2006 in Club Monza, Utrecht voor de slechtste prestaties in Nederlandse speelfilms.
De grootste "winnaar" was Het Woeden Der Gehele Wereld, die drie van de vijf genomineerde Uien won.
Hier volgt een volledige lijst van genomineerden met de "winnaars" in vet gedrukt:

## Slechtste Film
Het Woeden Der Gehele Wereld
Doodeind
De Sportman van de Eeuw

## Slechtste Acteur
Johnny de Mol in Zwartboek
Everon Jackson Hooi in Doodeind
Cees Geel in Het Woeden Der Gehele Wereld

## Slechtste Actrice
Victoria Koblenko in Sl8n8
Esther Way in Het Woeden Der Gehele Wereld
Anna Speller in Het Woeden Der Gehele Wereld

## Slechtste Regisseur
Guido Pieters voor Het Woeden Der Gehele Wereld
Rob Houwer voor Het Woeden Der Gehele Wereld
Mischa Alexander voor De Sportman van de Eeuw

## Nodeloos Nederlands Naakt
Esther Way in Het Woeden Der Gehele Wereld
Carice van Houten in Zwartboek
Ik omhels je met 1000 armen (ongeveer de hele cast ging uit de kleren)
2005 · 2006 · 2007